# Mickey: Bajkowe święta
Mickey: Bajkowe święta (ang. Mickey’s Once Upon a Christmas, 1999) – amerykański film animowany/familijny i świąteczny składający się z trzech części bożonarodzeniowych. Historie przedstawiają: Donald, Goofy i Miki. Kontynuacją serii jest film animowany Mickey: Bardziej bajkowe święta z 2004 roku robiony w technice trójwymiarowej.
Film wydany bezpośrednio w Polsce na kasetach wideo z dystrybutorem Imperial Entertainment 29 listopada 2000 roku. Film wydany w Polsce na DVD 17 listopada 2004 roku z firmą Imperial Entertainment. Film wydany na Blu-Ray w USA w 2014 roku.
Film wyemitowany w telewizji na kanałach: Puls 2, Telewizja Polsat, Polsat Film, Super Polsat. Na kanałach Polsatu dostępne są wersje z udogodnieniem: Audiodeskrypcja i napisy dla niesłyszących.

## Obsada
- Wayne Allwine – Myszka Miki
- Russi Taylor - Myszka Minnnie
- Tony Anselmo – Kaczor Donald
- Jeff Bennett – Ojciec / Mortimer
- Corey Burton – Dale
- Jim Cummings – Pete / Listonosz
- Bill Farmer – Goofy / Pluto
- Shaun Fleming – Młody Max Goof
- Kelsey Grammer – Narrator

i inni

## Historie
- Gwiazdkowa niewola (ang. Stuck On Christmas)

Pierwsza opowieść opowiada o świętach w domu Donalda i jego siostrzeńców - Hyzia, Dyzia i Zyzia. Małym rozrabiakom tak bardzo spodobały się zabawy na śniegu i jedzenie potraw ze świątecznego stołu, że proszą gwiazdę na niebie o niekończące się Boże Narodzenie. Niespodziewanie prośba spełnia się. Szczęśliwe kaczorki tak naprawdę widzą w tym okresie świąt tylko prezenty i czas wolny od szkoły - czy uda im się poznać prawdziwy sens świąt Bożego Narodzenia?
- Gwiazdka Goofy'ego (ang. A Very Goofy Christmas)

Druga opowieść opowiada o świętach Goofy'ego i jego syna Maxa, który wprost nie może się doczekać prezentu od Świętego Mikołaja. Pełen nadziei chłopiec dowiaduje się, że ów brodaty roznosiciel zabawek nie istnieje, co doprowadziło Maxa do całkowitego zamknięcia się w sobie. Goofy widząc w jakim depresyjnym stanie jest jego syn, za wszelką cenę chce mu udowodnić, że Święty Mikołaj istnieje.
- Najmilszy podarunek (ang. Mickey and Minnie's The Gift of the Magi)

Bohaterami trzeciej opowieści są Miki i Minnie, para zakochanych w sobie myszek, które chcą spędzić te urocze święta razem. Niestety, obydwoje są w pewnym dylemacie, gdyż nie mają pieniędzy by kupić swojej połówce prezent pod choinkę. Z ciężkim sercem sprzedają swoje bezcenne przedmioty tylko po to, by za zdobyte pieniądze kupić sobie skromny podarunek. Lecz czy w tym wspaniałym okresie dla każdego, aby na pewno liczą się tylko prezenty?

## Wersja polska
Opracowanie i udźwiękowienie wersji polskiej: Studio Sonica

Reżyseria: Jerzy Dominik

Dialogi polskie: Maria Utecht

Teksty piosenek: Marek Robaczewski, Michał Wojnarowski

Kierownictwo muzyczne: Marek Klimczuk

Opieka artystyczna: Magdalena Snopek

Produkcja polskiej wersji językowej: Disney Character Voices International, Inc.

Wystąpili:
- Piotr Fronczewski – Narrator
- Jacek Bończyk – Myszka Miki
- Jarosław Boberek – 
  - Kaczor Donald,
  - kioskarz,
  - spiker w Domu Towarowym Mortimera
- Krzysztof Tyniec – Goofy
- Jonasz Tołopiło – Max Goof
- Włodzimierz Bednarski – Pete
- Joanna Wizmur –
  - Hyzio,
  - Dyzio,
  - kobieta w sklepie,
  - staruszka,
  - syn kupującego choinkę
- Lucyna Malec – Zyzio
- Elżbieta Jędrzejewska – 
  - Daisy (dialogi),
  - strażaczka
- Agnieszka Piotrowska – Daisy (śpiew)
- Małgorzata Boratyńska – Myszka Minnie (dialogi)
- Beata Wyrąbkiewicz – Myszka Minnie (śpiew)

oraz:
- Ewa Kania – 
  - Chip,
  - żona kupującego choinkę
- Piotr Dobrowolski – 
  - Dale,
  - mężczyzna w centrum handlowym,
  - kierowca,
  - strażak
- Katarzyna Łaniewska – ciocia Gertie
- Eugeniusz Robaczewski – Sknerus McKwacz
- Jan Kulczycki – 
  - święty Mikołaj,
  - listonosz,
  - policjant,
  - George
- Krystyna Kozanecka – 
  - sąsiadka Goofy'ego,
  - Figaro,
  - córka kupującego choinkę
- Andrzej Ferenc – 
  - sąsiad Goofy'ego,
  - kupujący choinkę
- Krzysztof Królak – Jimmy
- Wojciech Machnicki – Mortimer
- Andrzej Gawroński – 
  - szef straży pożarnej,
  - właściciel sklepu

Piosenki śpiewali:
- „Niech święta będą wesołe” – Joanna Wizmur, Lucyna Malec, Agnieszka Piotrowska, Anna Apostolakis, Eugeniusz Robaczewski, Jarosław Boberek
- „Anioł śpiewa, że…” – Krzysztof Tyniec
- „Pod jemiołą” – Krzysztof Tyniec
- „Gdy Mikołaj stanie u drzwi” – Krzysztof Tyniec, Jonasz Tołopiło
- „Dzwonku dzwoń” – Jonasz Tołopiło
- „Bożonarodzeniowa składanka” – Jacek Bończyk, Beata Wyrąbkiewicz, Jonasz Tołopiło, Krzysztof Tyniec, Jarosław Boberek, Agnieszka Piotrowska, Joanna Wizmur, Lucyna Malec, Borys Somerschaf, Tomasz Hynek, Elżbieta Brodzińska, Mirosław Feldgebel, Anna Mikołajczyk, Renata Szczypior